# Атлант (стадион, Новополоцк)
«Атлант» — многофункциональный стадион в Новополоцке (Беларусь). В основном используется для проведения домашних матчей футбольным клубом «Нафтан».

## Общие данные
Вместимость стадиона составляет 4522 места. Состоит из одной трибуны. Всего 7 секторов. На 1-м обычно размещаются приезжие болельщики, на 7-м — болельщики «Нафтана».
В 2003 году стадион пережил небольшую реконструкцию: по требованию Федерации футбола на всех стадионах команд Высшей лиги должны быть установлены пластиковые сиденья, и на «Атланте» деревянные скамейки были заменены. В 2012 году было установлено электронное табло.
К стадиону прилегают два поля: с натуральным газоном (на нём проводит матчи дублирующий состав «Нафтана») и с искусственным (которое появилось в 2009 году).
Помимо футбольных матчей на стадионе проводятся соревнования по лёгкой атлетике, а также концерты. Например, в 2004 году на «Атланте» выступала группа «Чайф», а в 2009 — «Любэ».